# معركة روستوف (1941)
معركة روستوف (بالألمانية: Schlacht um Rostow) كما تُعرف أيضا باسم عملية روستوف (بالروسية: Ростовская операция) وهي جزء من حملة هجوم القوات الألمانية على منطقة بحر أزوف والت نفذتها مجموعة الجيوش الجنوبية بقيادة غيرد فون رونتشتيت وما تلاها من رد سوفيتي حملته الجبهة الجنوبية بقيادة سيميون تيموشينكو تمثل بداية في الدفاع عن المدينة ضد الغزو الألماني طوال الفترة ما بين 5 نوفمبر وحتى 16 نوفمبر أعقبه بعد ذلك الهجوم السوفيتي المضاد والذي استمر من 17 نوفمبر وحتى 5 ديسمبر 1941.
والعملية في مجملها جزء من القطاع الجنوبي للجبهة الشرقية إبان الغزو الألماني للاتحاد السوفيتي خلال الحرب العالمية الثانية ودارت رحى تلك المعركة حول مدينة روستوف-نا-دونو (بالروسية: Ростóв-на-Донý).

## الملاحظات
1. ↑  تم تنفيذ عملية روستوف على مرحلتين؛ استمرت المرحلة الأولى من 5 وحتى 16 نوفمبر وهي المرحلة الدفاعية في حين استمر تنفيذ المرحلة الثانية من 17 نوفمبر وحتى 5 ديسمبر 1941 وشملت الهجوم السوفيتي المضاد على القوات الألمانية
2. ↑  روستوف-نا-دونو أو Ростóв-на-Донý وتعني بالروسية روستوف الواقعة على نهر الدون